# Я-идеальное
Я-идеальное (англ. ideal self) — представление о себе как об идеале, о таком, каким бы человеку хотелось стать в результате реализации своих возможностей. Первым данное понятие ввёл К. Роджерс, который считал, что Я-идеальное отражает те атрибуты, которые человек хотел бы иметь, но пока не имеет. Это Я, которое человек больше всего ценит и к которому стремится. Комбс и Соупер рассматривают идеальное-Я как образ человека, которым индивид хочет или надеется стать, то есть как набор черт собственно личности, которые необходимы, с его точки зрения для достижения адекватности, а иногда и совершенства. Многие авторы связывают идеальное-Я с усвоением культурных идеалов, представлений и норм поведения, которые становятся личными идеалами благодаря механизмам социального подкрепления, такого рода идеалы свойственны всякому индивиду.

## Формирование Я-идеального
При рождении человек не выделяет подструктуру Я-идеальное, он полностью гармоничен, и поэтому изначально не испытывает дискомфорта на личностном уровне. Младенцы поначалу не разграничивают себя и окружающий мир. По мере роста начинает развиваться телесное «Я», с осознанием которого приходит понимание не идентичности внутреннего и внешнего миров. Высокие требования начинают предъявлять ребёнку примерно в младшем школьном возрасте, они существенно влияют на расхождение между Я-реальным и Я-идеальным у школьника. Он уже начинает анализировать свои успехи и, сравнивая себя с другими учащимися, видит моменты, где отличается от них. Ребенок начинает задумываться, почему отметка, которую ему ставит учитель за работу, не соответствует его ожиданиям. Причем влияние родителей на установление уровня притязаний и ожиданий, их ориентирование ребенка на высокие стандарты качества, соревнование, вклад родителей в идеальное-Я ребенка также сами по себе закономерные процессы, с помощью которых осуществляется связь и преемственность поколений. В том же самом направлении действуют и общественные воспитательные институты — детский сад, школа, позднее — вуз. Негативным такое влияние может стать лишь в том случае, если предъявляемые требования, стандарты и планы не соответствуют возможностям ребенка и не учитывают его собственных интересов и склонностей, обрекая его тем самым на неуспех, потерю самоуважения и «путаницу» в самоопределении. Позже дети начинают сравнивать себя со своими родителями, сверстниками и родственниками, находя те или иные различия.
По утверждению И. С. Кона, развитие самосознания в подростковом и юношеском возрастах начинается с уяснения качеств «наличного Я»: оценки тела, внешности, поведения, способностей по определённым критериям, которые не всегда являются реалистичными. Но уже к этому возрасту они начинают прислушиваться ко мнению окружающих и интересоваться тем, какими их видят друзья и близкие. И все представления Я-идеального сталкиваются с жизненным расхождением Я-реальным. Идеалы формируются под сильным социальным давлением. Кон также пишет, что для подростков очень важно соответствие эталону и критериям привлекательности, но подростковый «идеал» красоты и «приемлемости» внешности часто завышен, нереалистичен. Юноши и девушки придают важное значение соответствию своего внешнего облика стереотипному образцу маскулинности/фемининности. В студенческом возрасте расхождения продолжают существовать, однако к зрелому возрасту они снижаются. Но если отклонения в различии Я-реального и Я-идеального присутствуют, они имеют ярко выраженный характер психологического отклонения.
Таким образом, Я-идеальное формируется в ходе развития Я-концепции и в течение всей жизни может неоднократно меняться. Содержание идеального образа личности является индивидуальным, более того по отдельным качествам и характеристикам трудно сделать психологические выводы об особенностях развития личности, ориентиром для которого и выступает идеальное Я.

## Противоречия между Я-идеальным и Я-реальным
При нормальном функционировании к Я-идеальному пытается приблизиться Я-реальное. При этом во взаимодействии с окружающей средой расхождения между Я-реальным и Я-идеальным могут приводить к искаженному восприятию реальности. Идеальное-Я складывается из целого ряда представлений, отражающих сокровенные мечты и устремления индивида, эти образы бывают оторваны от реальности. Согласно Хорни, большое расхождение между реальным и идеальным-Я нередко ведет к депрессии, внутренним конфликтам, обусловленным недостижимостью идеала. Образовавшееся внутриличностное рассогласование может пойти по двум направлениям: человек начнет прикладывать максимум усилий и усердия, чтобы соответствовать ожидаемым результатам и собственным мечтаниям, или же при его низкой рефлексии рассогласованность Я-реального и Я-идеального перерастет в конфликт, который может перерасти в психическое заболевание. Уровень различий между Я-реальным и Я-идеальным характеризует степень рассогласованности личности. Если сходство невелико, то рассогласованность выступает в виде двигателя личностного развития. Высокий уровень диссонанса, при Я-идеальном выражающем повышенное самолюбие, самомнение, нездоровую амбициозность, как правило становится причиной развития дисморфофобии. Переход от Я-реального к Я-идеальному, освобождение себя от неприемлемой части собственного «Я» понимается К. Роджерсом как процесс личностного роста, развития.
Соответственно вывод в том, что Я-реальное и Я-идеальное чаще всего не совпадают, а различаются. Между ними происходит постоянный «диалог». Я-идеальное осознается отчетливо, структурировано, поскольку состоит из внешних интериоризированных ценностей.

## Функции Я-идеального
- Идеальный образ «Я» нужен для развития личности, это важный элемент вхождения в социум и прекрасный инструмент для поддержания самооценки на высоком уровне.
- Я-идеальное может служить эталоном, к которому человек стремится, но в то же время может препятствовать развитию, если сильно отличается от актуальных ценностей и реального поведения.
- Идеальное-Я необходимо для сохранения самоуважения, мотивирует деятельность человека, определяет выбор социальных статусов и ролей, определяет долгосрочные цели и средства их достижения, ограничивает те или иные поступки, влияет на развитие тех или иных качеств и, следовательно, развитие личности в целом.
- Олпорт считает, что идеальное-Я отражает цели, которые индивид связывает со своим будущим.
- Образ Я-идеальное может быть включен в структуру защитно-психологических механизмов (Соколова Е. Т., 1989), цель которых — сохранение положительного самоотношения.

### Отличие от других понятий
Я-идеальное, как и сверх-Я, считается инстанцией, осуществляющей регулирующую функцию, ответственной за отбор поступков. Ошибочно смешивать эти два понятия: более нереальный и дорогой каждому человеку идеальный образ далек от того цензора, каким порой является «сверх-Я». «Сверх-Я» выполняет репрессивные функции, и оно лежит в основе чувства вины, тогда как посредством идеального образа осуществляется относительная оценка различных действий, скорее даже идеальный образ влияет на намерения, а не на действия. Можно соотнести это понятие идеального образа с тем, что Адлер называет целью или планом жизни
В Я-идеальном в отличие от Я-возможного воплощены все желания, надежды и мечты человека относительно собственной личности, то есть это некое самосознание, каким человек желает обладать. Как замечает И. Кон: «одно дело — эгоистическое желание, другое моральное долженствование, одно дело — абстрактное хотение быть всем сразу: умным, творческим, спортивным, богатым и т. д., другое — иметь собственные возможности этого достичь»..